# (20889) 2000 WB15
(20889) 2000 WB15 est un astéroïde de la ceinture principale d'astéroïdes découvert en 2000.

## Description
(20889) 2000 WB15 a été découvert le 20 novembre 2000 à l'observatoire Magdalena Ridge, situé dans le comté de Socorro, au Nouveau-Mexique (États-Unis), par le projet Lincoln Near-Earth Asteroid Research (LINEAR).

### Caractéristiques orbitales
L'orbite de cet astéroïde est caractérisée par un demi-grand axe de 2,23 UA, un périhélie de 1,71 UA, une excentricité de 0,24 et une inclinaison de 4,05° par rapport à l'écliptique. Du fait de ces caractéristiques, à savoir un demi-grand axe compris entre 2 et 3,2 UA et un périhélie supérieur à 1,666 UA, il est classé, selon la JPL Small-Body Database, comme objet de la ceinture principale d'astéroïdes.

### Caractéristiques physiques
(20889) 2000 WB15 a une magnitude absolue (H) de 15,4 et un albédo estimé à 0,294.